# Djuptjärnen (Bodsjö socken, Jämtland)
Djuptjärnen är en sjö i Bergs kommun och Bräcke kommun i Jämtland och ingår i Ljungans huvudavrinningsområde. Sjön har en area på 0,231 kvadratkilometer och ligger 365,1 meter över havet. Sjön avvattnas av vattendraget Kilån.

## Delavrinningsområde
Djuptjärnen ingår i det delavrinningsområde (695843-144932) som SMHI kallar för Utloppet av Djuptjärnen. Medelhöjden är 390 meter över havet och ytan är 1,49 kvadratkilometer. Räknas de 2 avrinningsområdena uppströms in blir den ackumulerade arean 17,09 kvadratkilometer. Kilån som avvattnar avrinningsområdet har biflödesordning 4, vilket innebär att vattnet flödar genom totalt 4 vattendrag innan det når havet efter 246 kilometer. Avrinningsområdet består mestadels av skog (73 procent). Avrinningsområdet har 0,22 kvadratkilometer vattenytor vilket ger det en sjöprocent på 14,8 procent.